# ケプラー9c
ケプラー9c(英語: Kepler-9c)は米国NASAのケプラー計画において探査機ケプラーが最初に発見した7個の太陽系外の惑星のうちの一つである。このときは主星であるケプラー9には少なくとも2つの惑星があることがトランジット法確認されたが、そのうちの一つである。